# Alexander J. Resa
Alexander John Resa (* 4. August 1887 in Chicago, Illinois; † 4. Juli 1964 in Evanston, Illinois) war ein US-amerikanischer Politiker. Zwischen 1945 und 1947 vertrat er den Bundesstaat Illinois im US-Repräsentantenhaus.

## Werdegang
Alexander Resa besuchte die öffentlichen Schulen seiner Heimat und das St. Joseph’s College in Kirkwood (Missouri). Nach einem anschließenden Jurastudium an der John Marshall Law School in Chicago und seiner 1911 erfolgten Zulassung als Rechtsanwalt begann er in Chicago in diesem Beruf zu arbeiten. Zwischen 1918 und 1942 gehörte er der Fakultät der John Marshall Law School an. Von 1937 bis 1944 war Resa auch einer der juristischen Berater der Stadt Chicago. Gleichzeitig schlug er als Mitglied der Demokratischen Partei eine politische Laufbahn ein.
Bei den Kongresswahlen des Jahres 1944 wurde Resa im neunten Wahlbezirk von Illinois in das US-Repräsentantenhaus in Washington, D.C. gewählt, wo er am 3. Januar 1945 die Nachfolge des Republikaners Charles S. Dewey antrat. Da er im Jahr 1946 nicht bestätigt wurde, konnte er bis zum 3. Januar 1947 nur eine Legislaturperiode im Kongress absolvieren. In seine Zeit im Kongress fielen das Ende des Zweiten Weltkrieges und der Beginn des Kalten Krieges.
Nach dem Ende seiner Zeit im US-Repräsentantenhaus praktizierte Alexander Resa wieder als Anwalt. Am 31. Dezember 1959 trat er in den Ruhestand. Er starb am 4. Juli 1964 in Evanston, wo er auch beigesetzt wurde.